# Mariakapel (Cadier en Keer)

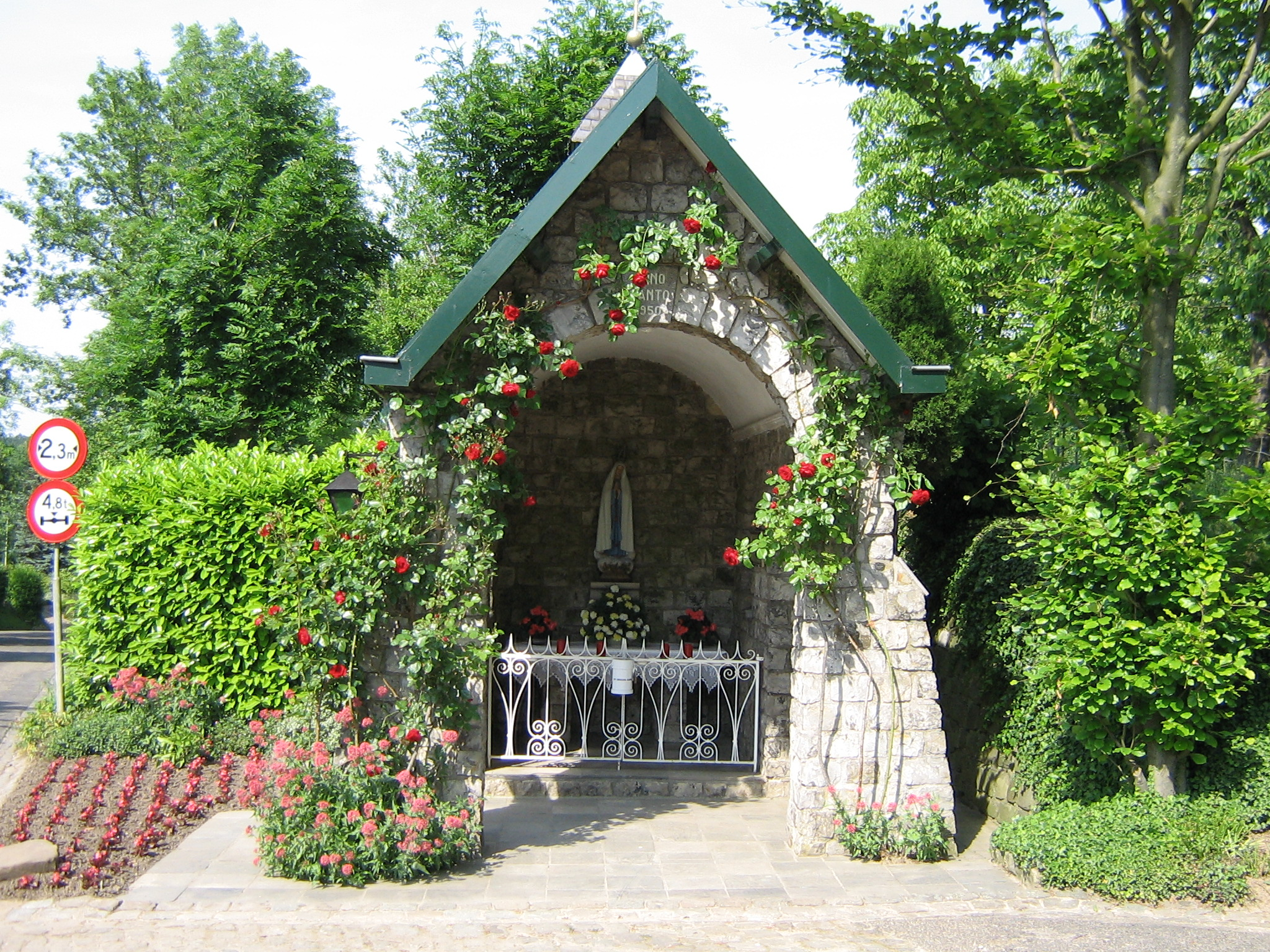
Mariakapel

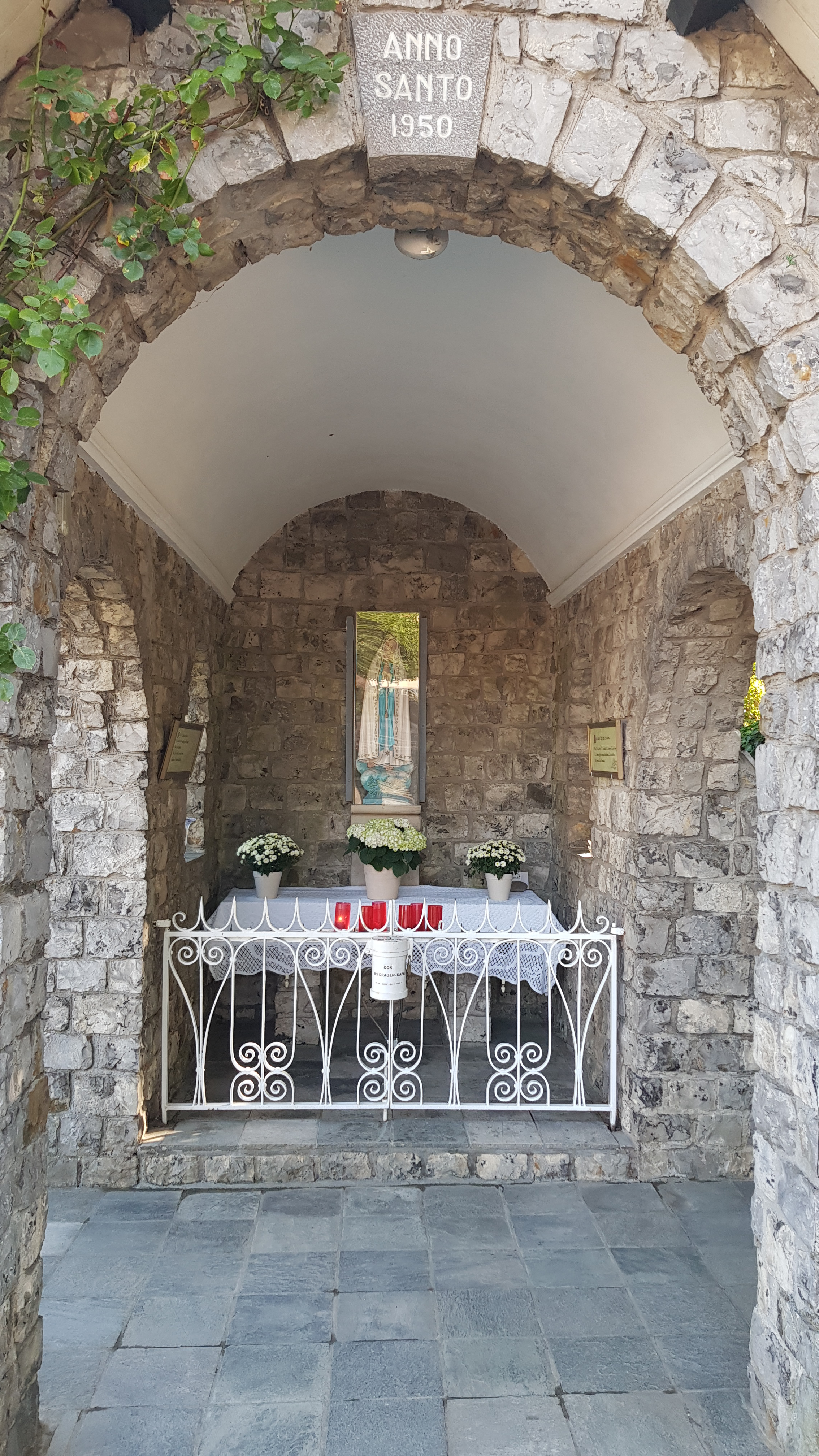

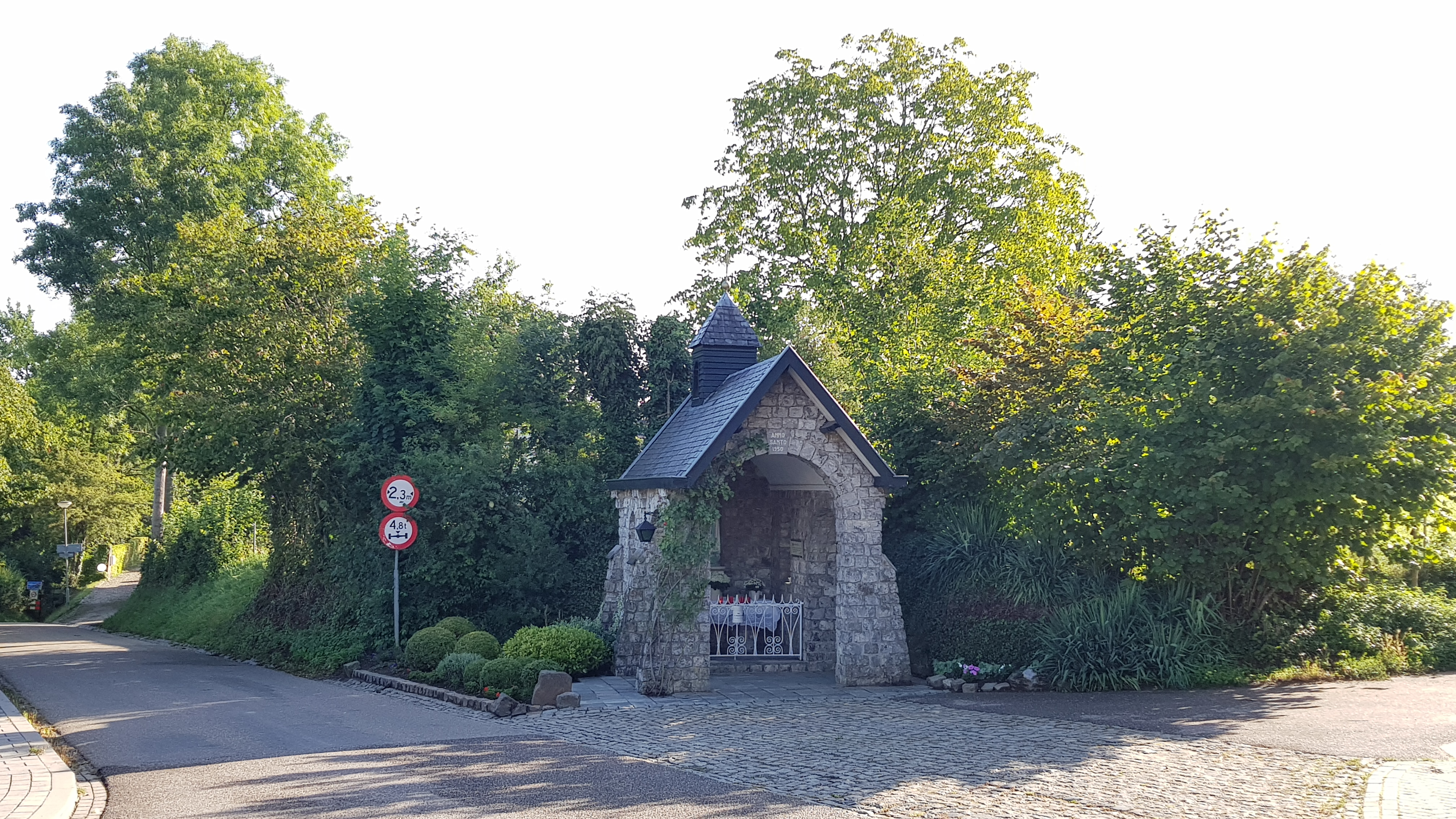

De Mariakapel of Fatimakapel is een kapel in Cadier en Keer in de Nederlandse gemeente Eijsden-Margraten. De kapel staat aan de noordoostzijde van het dorp aan de kruising van de Keunestraat met de Achterweg en de Kapelweg. De Keunestraat is de weg die Cadier en Keer verbindt met 't Rooth.
De kapel is gewijd aan Onze-Lieve-Vrouw van Fátima, een titel van Maria.

## Geschiedenis
In 1950 werd de kapel gebouwd naar aanleiding van het heilig jaar 1950. In dat jaar ging een beeld van Onze Lieve Vrouw Sterre der Zee rond door de provincie Limburg. Omdat te vieren, samen met het ongeschonden uit de Tweede Wereldoorlog komen van Cadier en Keer, werd deze kapel gebouwd. Het gebruikte bouwmateriaal van de kapel betreft bekapte vuurstenen en deze werd gewonnen in Groeve Wolfskop.
Op 15 augustus 1950 wijdde men de kapel in.
In 1990 werd de kapel gerestaureerd.

## Kapel
De kapel is half open en dat deel wordt gedragen door drie bogen. De gehele kapel wordt overkapt door een tongewelf en gedekt door een met leien gedekt zadeldak. Op het dak bevindt zich een dakruiter. De kapel is opgetrokken in vuursteenhoudende natuursteen.